# Остров Рубондо (национален парк)
Националният парк Остров Рубондо (на английски: Rubondo Island National Park) е разположен върху цялата територия на едноименния остров и обхваща площ от 456,8 km2, заедно с близките десетина островчета и част от прилежащите води. Площта на всеки от околните малки острови не надвишава 2 km2, а най-високата точка на острова се издига на 352 m над нивото на езерните води. Това е единственият национален парк в езерото Виктория, принадлежащ на Танзания. Намира се на 150 km западно от град Муанза и достъпът до него става само по вода или въздух. Той е един от най-девствените национални паркове в страната, приютил разнообразен растителен и животински свят от местни и изкуствено внесени видове. Разполага с уникално разнообразие на флората и фауната. Покрит е почти изцяло с гори, а излизащите на повърхността на някои места оголени скални масиви разнообразяват околната гледка.

## История
Остров Рубондо получава статута на ловен резерват през 1965 г. с идеята да се предостави убежище на животни, застрашени от унищожение. Това става благодарение усилията на професор Бернхард Гжимек от Франкфуртското зоологическо дружество (FZS). В периода след създаването му на острова са пуснати шимпанзета, слонове, жирафи, черно-бели колобуси и носорози. През 1977 г. статутът му е променен на национален парк, след внасянето на няколко нови видове диви животни и птици както от страната, така и от други държави. Така Рубондо става десетият национален парк на Танзания.

## Климат
Климатът се характеризира с два сезона – сух, от юни до август и дъждовен от ноември до февруари. Климатът на острова е най-приятен от юни до август. Съществува бимодално разпределение на валежите с пикове през декември и април-май. Годишната сума на валежите е 1200 mm, а средногодишните температури – 19°-26 °C.

## Флора
Почти целият парк е зает от девствени дъждовни тропически гори, на които се падат около 90% от площта му. В останалата част от територията се простират пасища и крайбрежна папирусова растителност. Горите са смес от вечнозелени и листопадни видове. Въпреки че на острова няма никакви реки, растителността се подхранва от сладките води на езерото през цялата година, а корените ѝ достигат лесно до плитките подпочвени води. Преобладаващите дървесни видове са тамаринд, различни видове диви палми, смокиня от вида (Ficus Sycamorus) и явор. Интересна е и еритрината, т.нар. коралово дърво, достигаща до 30 m височина и цъфтяща с ярки червени цветове. Повечето от блатата се намират в западната част, а бреговете им са обрасли с папирус, обрамчен от високи финикови палми. Дивият жасмин, над 40 вида орхидеи и много диви цветя разнасят аромата си над целия остров. Всички те разцъфват през дъждовния сезон от ноември до март. През краткия дъждовен сезон могат да се видят яркочервените кълбовидни цветове на слонското ухо (Scadoxus Multiflorus) и разцъфналата в червено красива, но отровна глориоза, националното цвете на Зимбабве.
Растителните съобщества на острова може да бъдат грубо разделени на три типа:
- По ниските склонове на хълмовете, където почвената покривка е дебела, се издигат дървесни видове с височина над 20 m. В подножията им растат различни видове храсти и треви, а разпространението на лиани и епифити е повсеместно.
- Там, където почвеният слой е по-тънък и скалист, дърветата растат на малки групи, с плътна маса от храсти между тях и по откритите места.
- В най-горната част по стръмните склонове на хълмовете дървета почти липсват и растителността преминава към храстовидна.[6]

Докато островът е бил населен, много от крайбрежните райони са били обработвани и засявани с банани, маниока, бобови растения и цитрусови култури. След обявяването на Рубондо за национален парк местното население е изселено в континенталната част на страната. Насажденията обаче са останали, но не се обработват и постепенно са преминали в почти диво състояние.

## Фауна
Девствената природа на Рубондо поддържа голямо разнообразие от диви животни. Островът е дом на една невероятна екосистема от поразително многообразие от бозайници, птици, влечуги, насекоми и растения. За разлика от повечето национални паркове на острова няма едри хищници. Местните животински видове, населяващи острова, през 60-те и 70-те години на 20. век са допълнени с поредица от нови видове, внесени от различни части на Танзания и от други страни.

### Птици
Рубондо е рай за любителите орнитолози с документирани около 430 вида местни и прелетни птици. Разнообразието от местообитания – от дъждовни гори до блатна папирусова растителност и вечнозелени гори, заедно с географското разположение в сърцето на Африка, привлича многобройни местни и мигриращи видове. Много птици прелитат от съседните острови в размножителния си период. Птиците са десетки хиляди, като преобладават кормораните и чаплите. Островът е известен с най-голямата гъстота на орел рибар в света.
На острова може да се видят още птици носорози, орли от вида Polemaetus bellicosus, малкото синьо рибарче, което достига до 13 см дължина, дългоопашатата райска мухоловка (Terpsiphone), седлоклюни щъркели, пчелояди, нектарници, кълвачови, няколко вида дъждосвирци, няколко вида водни кокошки и много други. Големи дългокраки свещени ибиси, чукоглави чапли и чапла голиат обитават острова и се размножават по бреговете на крайезерните блата. Разнообразието от птици се допълва от рибарки, чайки, малки бели чапли, ploceus castanops, няколко вида от семейство Бекасови, жълтоклюни патици, египетски гъски, редките musophaga rossae и още много. Сивите папагали жако са изкуствено заселени на острова през 2000 г., след като 37 от тях са иззети от бракониери на международното летище в Найроби и спасени от нелегален износ. Били са уловени в Камерун и подготвени за дълго пътуване до пазарите на Далечния изток. Преценено е, че Рубондо е най-подходящото място за тяхното заселване, тъй като изобилства със смокинови дървета, които са основен източник за храна на тези папагали.
Рубондо е и глобална спирка за многобройни прелетни птици. В периода от март до юли, в продължение на три месеца, на острова гнездят хиляди птици от Европа и Северна Америка, мигрирали за да прекарат северната зима.

### Бозайници
Местните видове бозайници – хипопотами, диви котки, блатни мангусти, жълти петнисти видри, няколко вида от разреда на гризачите, споделят своето защитено местообитание с внесените изкуствено слонове, жирафи, бодливи свинчета, мускусна и конска антилопа, носорози. Всички нововъведени животни се развиват и размножават добре и лесно са се пригодили към новите условия. Единствено носорозите не са виждани от години и се предполага, че са изчезнали. Слоновете обаче са се размножили доста и заплашват крехкото равновесие на острова. Жирафите са от вида кенийски жираф (Giraffa tippelskirchi) и са представители на най-високите африкански жирафи. Предпочитат югозападната част на острова около рейнджърския пост Лукага.
Паркът се обитава от три вида антилопи – блатната ситатунга, пъстрата антилопа бушбок, която се среща на големи стада из острова и малката дик-дик, броят на която е твърде ограничен. Антилопата ситатунга е ендемична за района и е главната атракция на парка. Латинското ѝ название Tragelaphus spekii е дадено в чест на английския пътешественик и изследовател Джон Спик, открил за европейците езерото Виктория. Тя е рядко срещана антилопа, пригодена за живот край блата и езера и е много добър плувец. Често при опасност се крие между папирусите и крайбрежните храсти, или се потапя изцяло във водата, като над повърхността остават само ноздрите. Копитата ѝ са тънки и дълги, пригодени за ходене по кални, меки почви и по мочурливи блатисти терени. Предпочита да се установи в близост до острици, тръстики, папируси и тревни гъсталаци, в които нивото на водата достига дълбочина до половин метър. Храни се с подходящи водни растения, семена от папирус и тръстика. Най-голяма активност антилопата показва през деня. Ситатунга живеят самостоятелно и рядко образуват малки групи, които бързо се разпадат. Броят на тези антилопи в Танзания непрекъснато намалява заради пресушаване на блатата и засиленото бракониерство.
Доминиращи видове във водите са хипопотамите и крокодилите. Хипопотамите могат да бъдат наблюдавани най-добре и отблизо през нощта.

### Примати
Маймуните са представени от местните верветки и внесени отвън малки групи шимпанзета и черно-бели колобуси, които са заели централната част на острова. Шимпанзетата са конфискувани от циркове и зоологически градини, а настаняването им на острова протича от 1965 до 1973 г. През 1966 г. са пуснати 18 шимпанзета – 7 мъжки и 11 женски на възраст от 4 до 12 години. Част от тях са били уловени в Гвинея, Кот д'Ивоар и Сиера Леоне и са прекарали в плен на немски и холандски зоопаркове и циркове от 3 месеца до 9 години. Условията, в които са живели, варират от добри с осигурен контакт с други шимпанзета до лоши и такива, наподобяващи строг тъмничен затвор. Двама от мъжките са застреляни малко след освобождаването им на острова, след като са атакували хората, които се грижат за тях. Първите две бебета са родени през 1968 г. Счита се, че това е първият успешен опит за настаняване в природна среда на шимпанзета, израснали в плен. Те се развиват успешно на острова и броят им е нараснал. Въпреки това, подробности за тяхното състояние не са известни, дори и сред специалистите.
Франкфуртското зоологическо дружество и организацията „Национални паркове на Танзания“ през 1996 г. стартират съвместен проект за наблюдение и изследване на шимпанзетата. Изградени са два лагера – в северната и южната част на острова. Научни работници и асистенти по отглеждането им са поели грижата и наблюдението над шимпанзетата.
Изследванията на шимпанзетата на Рубондо е много важно, тъй като те са едни от малкото, повторно въведени в природата с последвало успешно развитие. Тяхното проучване би доставило материали за планиране и осигуряване на жизнеспособни условия за тези от тях, които са били използвани от хората с различни цели. Повечето от шимпанзетата на Рубондо са родени там през последните 30 години. Проучването трябва да отговори и на въпроса до каква степен шимпанзета, които са върнати в естествената им природна среда, създават жизнеспособно поколение и доколко поведението им се различава от това на дивите им събратя.

### Влечуги
Местността е богата на разнообразни видове влечуги, като най-често срещани са различни видове змии, гущери и крокодили. Крокодилите обитават крайбрежията, а вараните се установяват близо до тях в очакване да опустошат яйцата в гнездата им. Обикновено успяват да изядат около половината от тях. Змиите са представени от плюеща кобра, мамба, пепелянка, питон и др.

### Насекоми
Островът е известен и с многообразието и изобилието от пеперуди и безгръбначни.

### Риби
В езерото Виктория и покрай островите се въди хищният нилски костур, доминиращ вид за този воден басейн, който понякога достига до над 100 kg. Рибарите са изкушени от стремежа да постигнат световен рекорд, ловейки тази риба. Друг широко разпространен вид е нилската тилапия, внесена изкуствено в езерото в средата на миналия век с цел увеличаване на приходите от риболов. В езерото и край бреговете на острова могат да се наблюдават ята от яркоцветните риби от сем. Цихлиди.

## Съвременно състояние
На острова няма постоянно население, забранен е достъпът на автомобили и природата е запазена максимално чиста. Пътищата са по-скоро пътеки и островът се разглежда само пеш с придружители рейнджъри, тъй като е предоставен изцяло за ползване от животните в националния парк. Съществува един-единствен черен път, който свързва лагера с двата поста на рейнджърите – Млага и Лукага, разположени съответно на западния и южния бряг на острова.
Превозът до остров Рубондо става само с лодки или с малки самолети. Най-близките големи градове се намират в континенталната част на Танзания – Букоба на северозапад и Муанза на югоизток. На острова има изградена малка затревена самолетна писта, която приема по два полета седмично – от Аруша и Серонера, малко селище в Националния парк Серенгети. През пиковия сезон са осигурени полети от гр. Аруша, Серонера, Муанза и езеро Маняра.
Дивите цветя и пеперудите се наблюдават най-добре и в голямо изобилие през сухия сезон – юли, август, а мигриращите птици – от декември до февруари.